# Hafsia Herzi
Hafsia Herzi est une actrice et réalisatrice française, née le 25 janvier 1987 à Manosque (Alpes-de-Haute-Provence).
En tant qu'actrice, elle est révélée par son rôle au cinéma dans La Graine et le Mulet d'Abdellatif Kechiche (2007), qui lui vaut plusieurs récompenses, dont le prix Marcello-Mastroianni de la Mostra de Venise et le César du meilleur espoir féminin.
En 2019 sort son premier long métrage en tant que réalisatrice, Tu mérites un amour, suivi de Bonne Mère, deux ans plus tard. En 2025, son film La Petite Dernière est présenté à Cannes.
Elle remporte en 2025 le César de la meilleure actrice pour son rôle dans Borgo.

## Biographie

### Jeunesse et formation
Hafsia Herzi naît le 25 janvier 1987 à Manosque, dans les Alpes-de-Haute-Provence. Elle est d'origine tunisienne par son père et algérienne par sa mère. Elle est la benjamine d'une famille de quatre enfants (deux frères et une sœur). Après le divorce de ses parents, son père se remarie en Algérie. Sa mère vit à Marseille, où elle grandit.

### Débuts précoces d'actrice et révélation (années 2000)

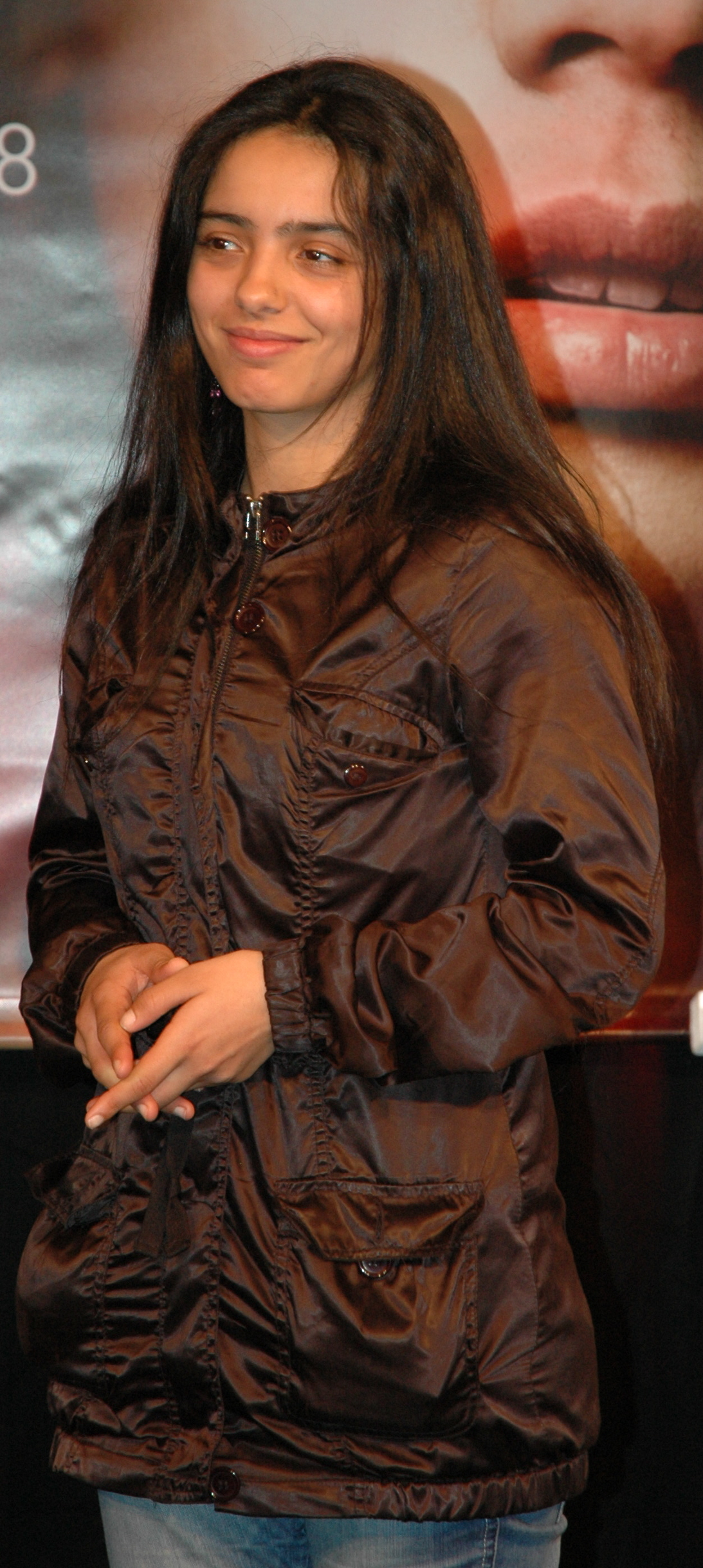
L'actrice à Linz (Autriche) en avril 2008.

À 12 ans, elle obtient un petit rôle dans Notes sur le rire, un téléfilm pour France 3 avec Thomas Jouannet. Après quelques figurations, elle tente, sans succès, d'obtenir des rôles dans les séries Plus belle la vie et Sous le soleil.
En 2005, elle décroche l'un des rôles principaux du film La Graine et le Mulet d'Abdellatif Kechiche. Le film lui vaut, en 2007, le prix Marcello-Mastroianni (« jeune acteur ou actrice ») lors de la 64e Mostra de Venise, suivi, en 2008, du César du meilleur espoir féminin. Dans la foulée, elle quitte sa famille pour aller vivre seule à Paris. Sa carrière d'actrice l'amène à interrompre les études de droit qu'elle avait entamées après son bac.

Elle grossit de 15 kg pour tenir son rôle dans La Graine et le Mulet. La scène finale de la danse orientale a exigé cinq jours de tournage. Contrairement à ce qu'elle a affirmé lors de son audition, elle ne sait pas danser et doit prendre des cours pendant le film. Blessée, elle danse même avec une attelle : 

« C’était dur : pour mon premier film j’étais obligée de prendre du poids, je l’ai fait parce que j’avais quelqu’un en face de moi qui avait 100 % confiance en moi. Je devais me changer physiquement et danser. J’avais vraiment peur de cette scène. Je savais que c’était une scène importante et je l’avais tellement travaillée qu’il fallait que j’assure. C’était très dur physiquement mais bizarrement je tenais à chaque fois plus de 45 minutes. Même des professionnels de la danse me le disaient, c’est un truc de fou car une danseuse ça danse une heure maximum. Mais j’étais portée par l’énergie et par le personnage. Après le tournage j’ai dormi une semaine ! »

Hafsia Herzi minimise les talents qu’on lui attribue : 

« Jusqu’à ma rencontre avec Abdel, je n’avais fait que quelques figurations. Je voyais qu’il avait confiance en moi, mais je m’interrogeais : pourquoi m’a-t-il choisie alors que je ne sais pas jouer, que je n’ai suivi aucun cours ... Avec le recul, même si je suis consciente du travail que j’ai fait, je continue à me dire : pourquoi moi ? ».

En larmes alors qu'elle reçoit son prix d'interprétation à Venise, elle déclare : « Un prix important, la reconnaissance de tous les efforts que j'ai faits pour ce film. Le futur ? Je ne sais pas, je suis encore toute chamboulée. » Plus tard elle dit, au sujet de ces deux années avant de recevoir le prix : « Pendant les auditions, personne ne voulait croire que j'avais tenu un rôle principal dans un long métrage. J'ai même ressenti du mépris. Mais j'ai en moi une rage positive. J'ai appris qu'il fallait se battre pour obtenir ce que l'on veut ».

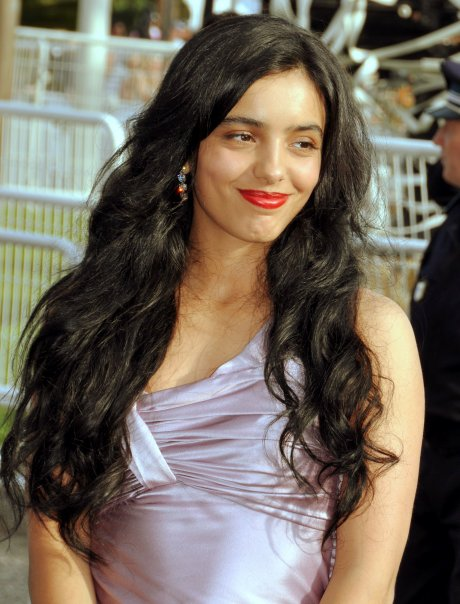
L'actrice a été choisie pour ouvrir le festival de Cannes 2009.

N'ayant jamais pris le moindre cours de comédie, elle s'inscrit au conservatoire. Elle prend aussi des leçons de diction pour atténuer son accent marseillais. Décrochant quelques autres rôles, elle décide de se consacrer exclusivement au cinéma en 2007. Depuis, elle a tourné dans plusieurs productions : le téléfilm Ravages de Christophe Lamotte, Française de Souad El-Bouhati, L'Aube du monde de l'Irakien Abbas Fahdel et Ma compagne de nuit, aux côtés d'Emmanuelle Béart.
Pour le choix des scénarios, « (…) j'évite les clichés. Tout ce qui est femmes battues, mariées de force…. Je ne me sens pas concernée par ça et j'ai plutôt envie de montrer une image positive. Dans Française, Sofia vit des choses dures, mais elle étudie, elle en veut. » Cela l'intéresse d'« interpréter des rôles où je pourrais m'appeler indifféremment Juliette ou Charlotte. (…) Parce que je suis avant tout française, d'origine maghrébine, certes, je ne renie absolument pas mes origines, bien au contraire, je suis aussi contente de tourner des rôles de Maghrébines, mais j'aime bien rencontrer des gens qui ont de l'imagination. » Elle est parfois confrontée aux clichés : « Dernièrement, on m'a interrogée sur les banlieues [parisiennes], alors que je suis des quartiers Nord de Marseille. Ça n'a rien à voir. Ou alors, on veut me faire poser dans un style racaille. La dernière, c'est un journaliste qui m'a demandé si j'étais bien “intégrée”. Intégrée à quoi ? Je suis française. »
En janvier 2008, elle tourne dans le film de Francis Huster, Un homme et son chien, aux côtés de Jean-Paul Belmondo. En septembre, elle termine le 3e long métrage d'Alain Guiraudie, Le Roi de l'évasion, dans lequel elle incarne une adolescente (Curly) dans une comédie d'anticipation. Elle enchaîne aussitôt avec le film les Secrets, que tourne en Tunisie la réalisatrice Raja Amari.

### Confirmation et passage à la réalisation (à partir des années 2010)

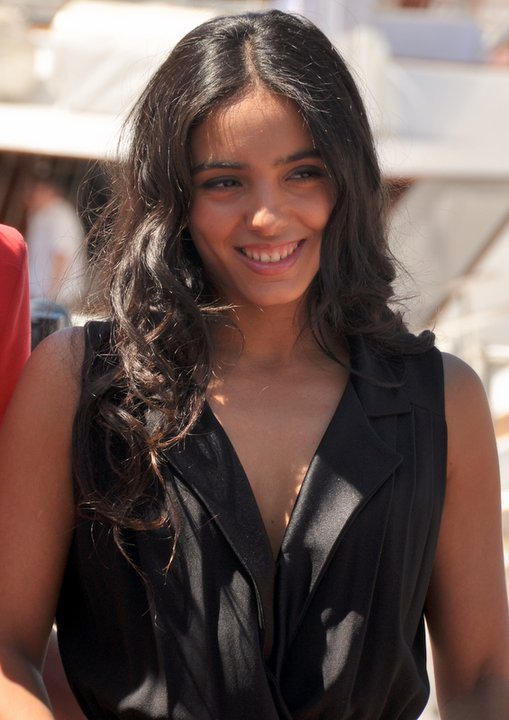
L'actrice à la première de La Source des femmes au festival de Cannes 2011.

En mai 2011, Hafsia Herzi est à l'affiche de deux films appartenant à la sélection officielle du 64e Festival de Cannes : L'Apollonide : Souvenirs de la maison close de Bertrand Bonello et La Source des femmes de Radu Mihaileanu. Dans ce dernier, elle joue aux côtés d'une autre lauréate du César du meilleur espoir féminin, Leïla Bekhti.
Actrice confirmée, elle tourne notamment avec Emmanuelle Bercot, Caroline Link, Sylvie Verheyde ou encore Mehdi Ben Attia. Elle retrouve Abdellatif Kechiche pour le diptyque Mektoub my love dont le premier volet Mektoub, My Love: canto uno, sort en 2017 et le second Mektoub, My Love: intermezzo, est présenté au Festival de Cannes 2019, mais sans sortie officielle.
Après Le Rodba, un premier court-métrage réalisé en 2010, Hafsia Herzi passe à nouveau derrière la caméra en 2019. Ce premier long-métrage Tu mérites un amour, est présenté à la Semaine de la critique du Festival de Cannes. Elle y incarne le rôle principal, celui d'une trentenaire qui se remet difficilement d'une rupture amoureuse. En 2021 elle réalise Bonne mère, son deuxième long-métrage, présenté dans la sélection Un certain regard du Festival de Cannes. Il s'agit d'un hommage à sa propre mère et à toutes les « mères courage », mères qui élèvent seules leurs enfants. Le film est tourné dans les quartiers nord de Marseille, où la réalisatrice a passé son enfance.
En 2024, elle joue dans La Prisonnière de Bordeaux de Patricia Mazuy et dans Les Gens d'à côté d'André Téchiné, aux côtés d'Isabelle Huppert dans les deux cas.
En 2025, elle remporte le César de la meilleure actrice pour son rôle dans Borgo, devenant ainsi, selon le magazine Vogue, la première femme racisée à remporter ce prix, et son troisième long métrage, La Petite Dernière, adapté du roman éponyme de Fatima Daas, est sélectionné pour la compétition officielle du 78e Festival de Cannes.

### Vie privée
Elle est mariée à l'ancien coureur cycliste Nacer Bouhanni. Le couple vit à Nancy et a un fils,.

## Affaire judiciaire
Un chauffeur de VTC poursuit l'actrice en justice après avoir reçu une série d'insultes par SMS, dont un « sale Arabe », pour des faits survenus lors d'une course le 29 novembre 2017,. Relaxée en première instance, c'est sur appel principal du parquet que la cour d'appel a été saisie. L’actrice y est jugée jeudi 26 septembre 2019 au tribunal de Paris.

Le 13 novembre 2019, Hafsia Herzi est déclarée coupable d'injure non publique à caractère racial par la cour d'appel de Paris. La juridiction précise dans son arrêt : 

« C'est à juste titre que la partie civile souligne que le seul terme "sale Arabe" caractérise un propos outrageant, peu importe que l'auteur du propos ait eu les mêmes origines que le destinataire, l'appréciation du propos devant être objective, de plus ni l'humour ni le second degré ne ressortent des échanges conflictuels entre les protagonistes. »

## Filmographie
Sauf indication contraire, les informations mentionnées dans cette section peuvent être confirmées par les bases de données cinématographiques IMDb et Allociné,  présentes dans la section « Liens externes ».

### Actrice de cinéma

#### Longs métrages
- 2007 : La Graine et le Mulet d'Abdellatif Kechiche : Rym
- 2008 : Française de Souad El-Bouhati : Sofia
- 2008 : Un homme et son chien de Francis Huster : Leila
- 2009 : L'Aube du monde d'Abbas Fahdel : Zahra
- 2009 : Le Roi de l'évasion d'Alain Guiraudie : Curly
- 2009 : Les Secrets (Dowaha) de Raja Amari : Aicha
- 2009 : L'Autre vie de Frédéric Zamochnikoff : une amie
- 2010 : Joseph et la fille de Xavier de Choudens : Julie
- 2011 : Jimmy Rivière de Teddy Lussi-Modeste : Sonia
- 2011 : Le Chat du rabbin de Joann Sfar et Antoine Delesvaux : Zlabya (voix)
- 2011 : La Source des femmes de Radu Mihaileanu : Loubna Esmeralda
- 2011 : Ma compagne de nuit d'Isabelle Brocard : Marine
- 2011 : L'Apollonide : Souvenirs de la maison close de Bertrand Bonello : Samira
- 2012 : Héritage de Hiam Abbass : Hajar
- 2013 : Elle s'en va d'Emmanuelle Bercot : Jeanne
- 2013 : La Marche de Nabil Ben Yadir : Monia
- 2013 : Fugues marocaines (Exit Marrakech) de Caroline Link : Karima
- 2014 : Le Sac de farine de Kadija Leclere : Sarah
- 2014 : Certifiée halal de Mahmoud Zemmouri : Kenza Boukamache
- 2014 : War Story de Mark Jackson : Hafsia
- 2015 : Par accident de Camille Fontaine : Amra
- 2016 : Sex Doll de Sylvie Verheyde : Malika, dite « Virginie »
- 2017 : Des plans sur la comète de Guilhem Amesland : Inès
- 2017 : L'Amour des hommes de Mehdi Ben Attia : Amel
- 2017 : Les Hommes de la nuit d'Abdeslam Kelai : Zahra
- 2017 : Mektoub, My Love: canto uno d'Abdellatif Kechiche : Tata Camélia
- 2018 : Féminin plurielles de Sébastien Bailly : Hafsia Chouchane
- 2018 : Fleuve noir d'Érick Zonca : Chérifa
- 2018 : This Teacher de Mark Jackson : Hafsia
- 2019 : Persona non grata de Roschdy Zem : Iris
- 2019 : Mektoub, My Love: intermezzo d'Abdellatif Kechiche : Tata Camélia (présentation au Festival de Cannes 2019, pas de sortie en salles)
- 2019 : Tu mérites un amour d'elle-même : Lila
- 2021 : Madame Claude de Sylvie Verheyde : Nadège
- 2021 : Sœurs de Yamina Benguigui : Farah
- 2021 : À l'ombre des filles d'Étienne Comar : Jess
- 2022 : Trois nuits par semaine de Florent Gouëlou : Samia
- 2022 : La Gravité de Cédric Ido : Sabrina
- 2023 : Le Ravissement d'Iris Kaltenbäck : Lydia
- 2023 : Borgo de Stéphane Demoustier : Mélissa
- 2024 : Les Gens d'à côté[23] d'André Téchiné : Julia
- 2024 : La Prisonnière de Bordeaux[24] de Patricia Mazuy : Mina

#### Courts métrages
- 2009 : Les Monologues d'Eye Haïdara : la fille
- 2010 : Paris monopole d'Antonin Peretjatko : Sabrinette
- 2010 : Le Rodba d'elle-même : Aya
- 2012 : Alice de Céline Poncet : Alice
- 2013 : Où je mets ma pudeur de Sébastien Bailly : Hafsia Chouchane
- 2013 : Le Baiser de Jimmy Laporal-Trésor : Elle
- 2014 : Un vrai job de Maryam Khakipour : Safiye
- 2015 : L'Aveugle et la Cardinale de Frédérick Laurent : Julie
- 2015 : Libérable de David Ribeiro : Camélia
- 2015 : Burqanarque de Djanis Bouzyani : Shéhérazade
- 2018 : Le Banc de Mehdi Vandal et Jean-François Taver : Chérifa
- 2021 : Au-delà des murs de Rémi Sogadji : Lina
- 2025 : Paysage après la bataille de João Paulo Miranda Maria : Fanny

### Actrice de télévision
- 2002 : Notes sur le rire de Daniel Losset
- 2007 : Ravages de Christophe Lamotte : Merhane
- 2012 : Pour Djamila de Caroline Huppert : Djamila Boupacha
- 2025 : Cimetière indien, réalisé par Stéphane Demoustier et Farid Bentoumi : Jasmine (saison 1, épisodes 5 à 8)

### Réalisatrice
- 2010 : Le Rodba (avec Guillaume Gouix, Morjana Alaoui, Farida Rahouadj, Abdelhamid Aktouche, Anne-Marie Pisani, Andrea de Luca, elle-même) (court-métrage)
- 2019 : Tu mérites un amour
- 2021 : Bonne Mère
- 2022 : La Cour (téléfilm)
- 2025 : La Petite Dernière

## Théâtre
- 2009 : César, Fanny, Marius (Fanny) d'après Marcel Pagnol, adaptation et mise en scène Francis Huster, Théâtre Antoine (Paris)[25]

## Distinctions
Sauf indication contraire, les informations mentionnées dans cette section peuvent être confirmées par les bases de données cinématographiques IMDb et Allociné,  présentes dans la section « Liens externes ».

### Récompenses
- Mostra de Venise 2007 : Prix Marcello-Mastroianni pour La Graine et le Mulet
- César du cinéma :
  - 2008 : Meilleur espoir féminin pour La Graine et le Mulet
  - 2025 : Meilleure actrice pour Borgo
- Étoiles d'or du cinéma français 2008 : révélation féminine pour La Graine et le Mulet
- Lumières de la presse internationale 2008 : Lumière de la révélation féminine pour La Graine et le Mulet
- Cérémonie des Jeunes talents de l'année 2008[Laquelle ?] : Trophée de la jeune comédienne[réf. nécessaire]
- Festival international du film de Dubaï 2008 : Prix d'interprétation féminine pour Française
- Berlinale 2009 : Trophée Shooting Stars
- Festival du film francophone d'Angoulême 2019 : Valois de la mise en scène pour Tu mérites un amour[26]
- Festival de la fiction TV de La Rochelle 2022 : Meilleure réalisation pour La Cour[27]

### Nominations et sélections
- Festival de Cannes 2019 : sélection à la Semaine de la critique, en compétition pour la Caméra d'or et la Queer Palm pour Tu mérites un amour
- Festival de Cannes 2021 : sélection officielle Un certain regard pour Bonne mère
- César 2024 : meilleure actrice pour Le Ravissement
- Festival de Cannes 2025 : sélection officielle en compétition pour la Palme d'or pour La Petite dernière